# Taygetis sylvia
Espèce
Taygetis sylvia est une espèce de papillons de la famille des Nymphalidae, de la sous-famille des Satyrinae et du genre Taygetis.

## Dénomination
Taygetis sylvia a été décrit par Henry Walter Bates en 1866.
Synonymes : Taygetis nymphosa Butler, 1868; Taygetis nymphosa Bargmann, 1928.

### Nom vernaculaire
Taygetis sylvia se nomme Sylvia Wood Nymph en anglais.

## Description
Taygetis sylvia est un grand papillon aux ailes postérieures pointues en n4et dentelée de n4 à l'angle anal. Le dessus est marron foncé.
Le revers est ocre doré avec une aire postdiscale plus claire, blanc nacré à ocre doré vers la marge avec une ligne d'ocelles ocre pupillés de blanc, sauf deux noir aux ailes postérieures, un proche de l'angle anal et un proche de l'apex.

## Écologie et distribution
Taygetis sylvia est présent à Panama, au Paraguay, en Colombie, au Brésil, au Pérou et Bolivie,,.

### Biotope
Taygetis sylvia réside dans la forêt tropicale humide.

### Protection
Pas de statut de protection particulier.